# Enrico Caruso

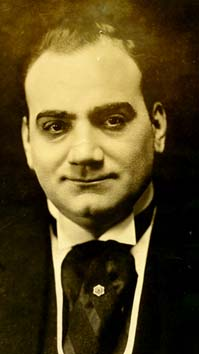
Enrico Caruso

Enrico Caruso (narozen jako Errico Caruso; 25. února 1873 – 2. srpna 1921) byl italský operní pěvec a jeden z nejlepších tenorů historie. Caruso byl také v prvních dvou desetiletích 20. století nejpopulárnější zpěvák jakéhokoliv žánru a byl také jedním z nejdůležitějších průkopníků nahrávání hudby. Carusovy populární nahrávky a výjimečný hlas, proslulý pro svou vyzrálou sílu, krásu a jedinečnou bohatost barvy, z něj udělaly asi nejznámější operní hvězdu své doby. Vliv jeho pěveckého stylu byl takový, že prakticky všichni následující italští tenoři (a mnoho tenorů jiných národností) se ve větší či menší míře hlásili k jeho dědictví. Zůstává slavným, přestože v jeho době ještě publicita operním hvězdám nepomáhala. Oproti tomu je ale nutné podotknout, že Caruso byl klientem Edwarda Bernayse (otec public relations) v době, kdy byl Bernays tiskovým referentem v USA.

## Život
V průběhu své kariéry natočil Enrico Caruso přes 260 nahrávek a vydělal milióny dolarů prodejem gramofonových desek. Přestože Caruso zpíval v mnoha nejvěhlasnějších operách světa, včetně Milánské La Scaly a londýnské Covent Garden, nejznámější je pro své sedmnáctileté působení jako první tenor Metropolitní opery v New Yorku. Maestro Arturo Toscanini, který dirigoval některé z oper, které Caruso v Metropolitní zpíval, ho považoval za jednoho z největších umělců, se kterými kdy pracoval. Carusova technika a styl byly jedinečnou kombinací nejlepších aspektů elegantního, technicky vybroušeného tenora 19. století s emočně nabitým podáním a vzrušujícím, vtíravým témbrem, vyžadovaným skladateli verismu na počátku 20. století.
Caruso byl pokřtěn v kostele San Giovanni e Paolo 26. února 1873, narodil se v Italské Neapoli den před tím. Svoji kariéru započal v Neapoli v roce 1894. Jeho první velkou rolí byl Loris v opeře Umberta Giordana Fedora v Milánském Teatro Lirico 17. listopadu 1898. Ve stejném divadle 6. listopadu 1902 vytvořil roli Maurizia v Cileově Adrianě Lecouvreur.
V roce 1903, s pomocí svého agenta, bankéře Pasquala Simonelliho, odešel do New Yorku a 23. listopadu téhož roku měl debut v Metropolitní opeře jako vévoda z Mantovy v nové produkci Verdiho Rigoletta. Následujícího roku Caruso započal své celoživotní partnerství s Victor Talking-Machine Company. Jeho hvězdný vztah s Metropolitní i s Victorem vydržel až do roku 1920. Caruso sám objednal u Tiffanyho 24 kt. zlatou medaili s jeho profilem, jako vzpomínku na jeho představení v Metropolitní.
V dubnu 1906 Caruso a členové operního souboru Metropolitní opery odjeli do San Francisca, kde měli sérii představení v Opeře Tivoli. Noc po Carusově představení Carmen vzbudilo tenora v jeho apartmá v Hotelu Palace silné zakymácení. San Francisco postihlo silné zemětřesení, které zapříčinilo sérii požárů a nakonec zničilo většinu města. Metropolitní přišla o všechny kulisy a kostýmy, které si přivezla. Svíraje podepsanou fotografii prezidenta Theodora Roosevelta, Caruso se snažil dostat z města napřed lodí a poté vlakem, a přísahal, že už se do San Francisca nikdy nevrátí. Své slovo dodržel.
10. prosince 1910 zpíval Dicka Johnsona ve světové premiéře Pucciniho Dívky ze zlatého Západu. V roli Minnie byla jeho partnerkou česká sopranistka Ema Destinnová. Caruso a Destinnová ovšem zpívali spolu velmi často jak v New Yorku, tak v Londýně.
Roku 1917 byl zvolen čestným členem Phi Mu Alpha Sinfonie, národního bratrství mužů v hudebním světě. Zvolen byl Alfa kapitulou bratrství na New England Conservatory of Music v Bostonu.
V roce 1918 si Caruso vzal za ženu Dorothy Park Benjaminovou, které tehdy bylo 25, ze zavedené newyorské rodiny. Měli jednu dceru, Glorii. Dorothy vydala o Carusovi dvě knihy, první v roce 1928, druhou v roce 1945, které obsahují mnoho jeho dopisů pro ni.
V září 1920 Caruso nahrál několik desek ve Victor's Trinity Church studiu, včetně Rossiniho duchovní hudby. Tyto nahrávky byly jeho poslední. 11. prosince 1920, v průběhu představení Donizettiho Nápoje lásky u něj došlo ke krvácení a po prvním aktu bylo publikum rozpuštěno. Po tomto incidentu už absolvoval v Metropolitní jen tři představení. Posledním vystoupením byla role Eléazara v Halévyho La Juive 24. prosince 1920.
Caruso zemřel roku 1921 v Neapoli, ve věku 48 let. Příčinou jeho smrti byla pravděpodobně peritonitida, kvůli prasklému abscesu. Je pohřbený v honosné hrobce v Neapoli. Carusa ztvárnil Mario Lanza v nepříliš historicky přesném hollywoodském životopisném filmu The Great Caruso. V roce 1987 byla Carusovi udělena in memoriam cena Grammy za celoživotní dílo.

## Zajímavosti

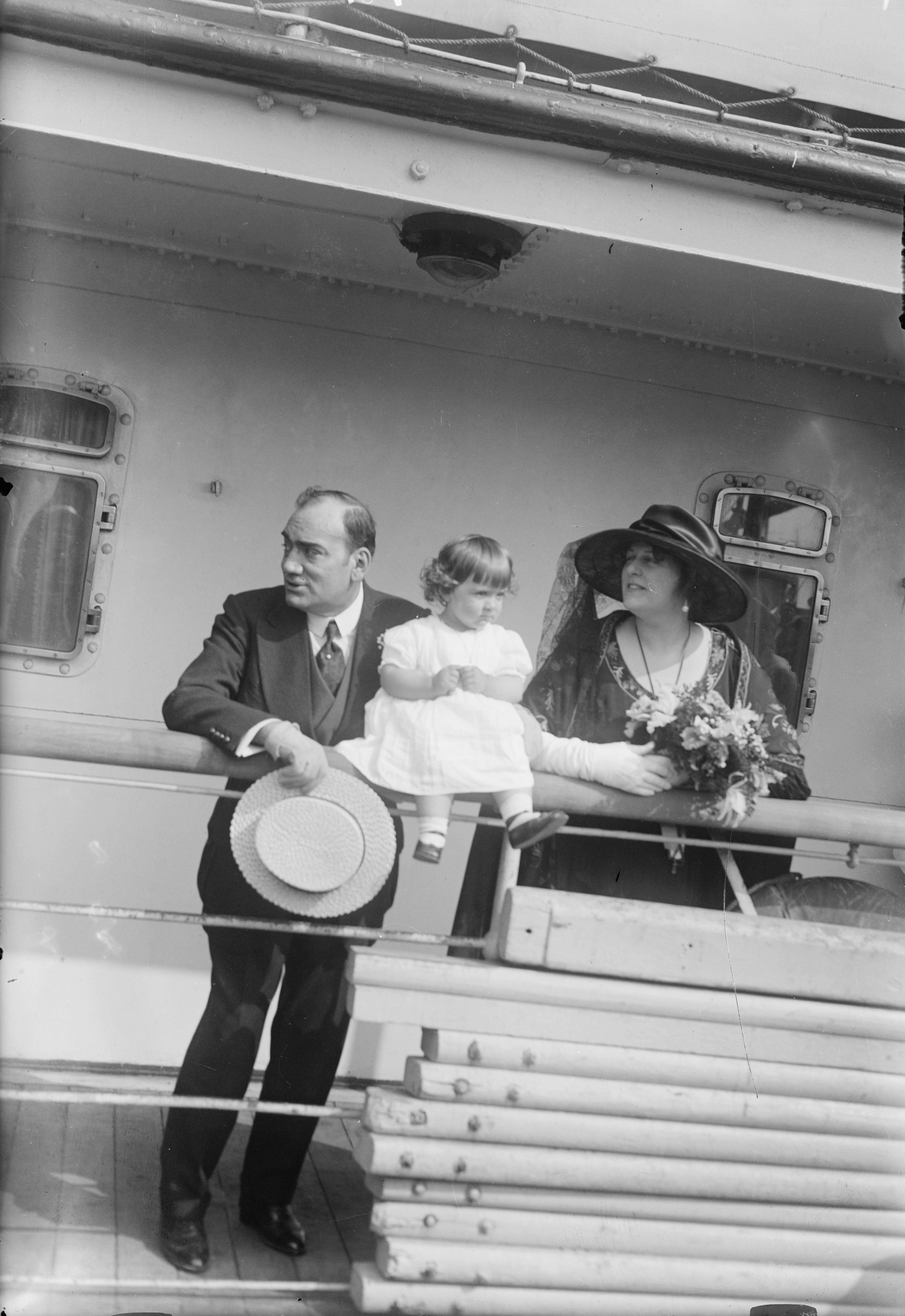
Caruso s manželkou Dorothy Park-Benjaminovou a dcerou Glorií

- Caruso byl třetí ze sedmi sourozenců. Pouze tři z nich přežili dětství. Výmysly o 17 nebo 18 mrtvých dětech, rozšiřované životopisci jako Francis Robinson a Pierre Key, byly prokázány jako falešné před lety. Pravděpodobně pramenily ze špatného přepisu, když Caruso diktoval své vzpomínky Key pro svůj oficiální životopis. Když mu bylo 18, koupil si své první boty za peníze vydělané zpíváním v jednom italském letovisku. Na své první propagační fotografii je oblečený do prostěradla, zavinutého jako tóga, protože jeho jediná košile byla zrovna v prádelně.
- Carusův rodný dům v Neapoli, Via San Giovanella agli Ottocalli 7, stále stojí vedle kostela, ve kterém byl pokřtěn. Jeho ostatky jsou pochovány v mauzoleu na hřbitově Santa Maria del Pianto.
- Během jednoho jeho představení v Neapoli ho publikum vypískalo, protože ignoroval zvyk najmout si klaku. Poté se nechal Caruso slyšet, že se už nikdy do Neapole nevrátí, leda "jedině, aby tam jedl špagety".
- Caruso zpíval v představení Carmen v San Franciscu před zraky tisíců diváků večer před velkým sanfranciským zemětřesením 1906. Caruso byl ubytovaný v Palace Hotelu, když zemětřesení udeřilo. Jeho očité svědectví v angličtině je zde.[3]
- Při jednom představení Pucciniho Bohémy bas ztratil hlas a Caruso údajně začal zpívat jeho árii "Vecchia zimarra", zatímco bas pouze bez hlasu artikuloval. Tento výkon byl tak oceňovaný, že Caruso dokonce árii nahrál, ale později požádal, aby byla zničena. Nahrávka byla později nalezena a několikrát vyšla na LP.
- Carusův hlas v jeho nejlepších letech dosahoval až k vysokému (dvoučárkovanému) C, přestože ho nikdy nezpíval lehce. V důsledku toho v Carusových nahrávkách árie tenora v prvním aktu Bohémy je vysoké C nahrazeno jednočárkovaným B, zatímco v Gounodově Faustovi zpívá vysoké C v árii Salut demeure stylisticky správným hlavovým hlasem.
- Caruso vystupoval téměř ve všech zemích Evropy a Severní a Jižní Ameriky. Zpíval především ve francouzštině a italštině, ale hovořil sedmi dalšími jazyky.
- O Enricu Carusovi se říkalo, že dokázal roztříštit křišťálový pohár, když zazpíval naplno o správné frekvenci.
- Byl velká osobnost a mimo jiné silný kuřák. Kouřil rakouské cigarety značky Sport a tzv. Egyptky, do každé smlouvy si nechal zanést doložku, že může kouřit ve všech prostorách divadla, kde je jinak manipulace s ohněm přísně zakázána. Řešilo se to tak, že za ním neustále chodil hasič s vědrem vody. Jeho oblíbeným gagem bylo v portále těsně před výstupem nasát kouř a ten mu pak během zpěvu stoupal od úst. Bohužel mu kouření v kombinaci s životním stylem a extrémně nabitým itinerářem přivodily zdravotní potíže, které v posledním roce jeho života kulminovaly.
- Byl rockovou hvězdou své doby, měl také několik skandálů. V listopadu 1906 byl Caruso obviněn ze sexuálního obtěžování spáchaného v pavilonu opic v newyorské Central Park Zoo. Policie ho obvinila, že bezostyšně štípal do pozadí vdané ženy. Caruso ovšem tvrdil, že to nebyl on, ale opice. Byl však shledán vinným. Vedení newyorské opery bylo incidentem pobouřeno, obzvláště kvůli řádnému propírání incidentu v novinách, ale brzy došli k dohodě a Carusova vystoupení v Met mohla pokračovat.
- Cvičil nejraději ve vaně, zatímco jej doprovázel klavírista sedící ve vedlejší místnosti. Dopřával si pravidelně dvě koupele denně.
- Enrico Caruso byl věčný šprýmař. Slavná, ale vysoce náladová operní diva Nellie Melba používala často ke zvlhčení hrdla speciální žvýkací smotek z lístků eukalyptu. Mívala ho nachystaný v zákulisí v poháru připraveném pro tento účel. Caruso si jejího zvyku brzo všiml a při jednom ze společných vystoupení nahradil eukalypt podobným smotkem silného žvýkacího tabáku. Když si ho Nellie bezmyšlenkovitě vložila do úst, dobře se jejím šklebem a pliváním bavil.[4]

## Repertoár

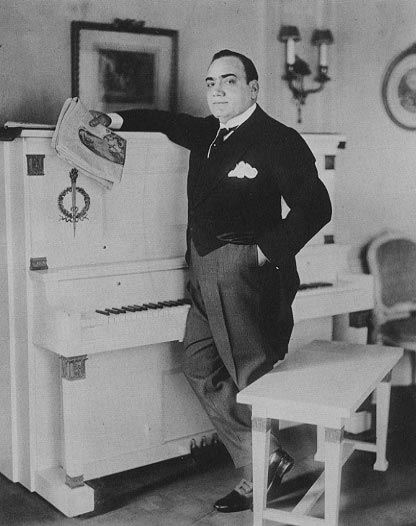
Caruso u piana

- L'Amico Francesco (Morelli) - Neapol, 15. březen 1895 (světová premiéra);
- Faust - Caserta, 28. březen 1895;
- Cavalleria rusticana - Caserta, duben 1895;
- Camoens (Musoni)- Caserta, květen 1895;
- Rigoletto - Neapol, 21. červenec 1895;
- La traviata - Neapol, 25. srpen 1895;
- Lucia z Lammermooru - Káhira, 30. říjen 1895;
- La Gioconda - Káhira, 9. prosinec 1895;
- Manon Lescaut - Káhira, 15. prosinec 1895;
- I Capuleti e i Montecchi - Neapol, 7. prosinec 1895;
- Malia - Trapani, 21. březen 1896;
- La Sonnambula - Trapani, 24. březen 1896;
- Marriedda - Neapol, 23. červen 1896;
- I Puritani - Salerno, 10. září 1896;
- La Favorita - Salerno, 22. listopad 1896;
- A San Francisco - Salerno, 23. listopad 1896;
- Carmen - Salerno, 6. prosinec 1896;
- Un Dramma in vendemmia - Neapol, 1. únor 1897;
- Celeste - Neapol, 6. březen 1897 (světová premiéra);
- Il Profeta Velato - Salerno, 8. duben 1897;
- Bohéma - Livorno, 14. srpen 1897;
- La Navarraise - Milán, 3. prosinec 1897;
- Il Voto - Milán, 10. prosinec 1897 (světová premiéra);
- L'arlesiana - Milán, 27. prosinec 1897 (světová premiéra);
- Komedianti - Milano, 31. prosinec 1897;
- La bohème (Leoncavallo) - Janov, 20. leden 1898;
- Lovci perel - Janov, 3. únor 1898;
- Hedda - Milán, 2. dubna 1898 (světová premiéra);
- Mefistofele - Fiume, 4. březen 1898;
- Sapho - Trento, 3.? červen 1898;
- Fedora - Milán, 17. listopad 1898 (světová premiéra);
- Iris - Buenos Aires, 22. červen 1899;
- La Regina di Saba (Goldmark) - Buenos Aires, 4. červen 1899;
- Yupanki - Buenos Aires, 25. červenec 1899;
- Aida - Petrohrad, 3. leden 1900;
- Un ballo in maschera - Petrohrad, 11. leden 1900;
- Maria di Rohan - Petrohrad, 2. březen 1900;
- Manon - Buenos Aires, 28. červenec 1900;
- Tosca - Treviso, 23. říjen 1900;
- Le Maschere - Milán, 17. leden 1901 (světová premiéra);
- Nápoj lásky - Milán, 17. únor 1901;
- Lohengrin - Buenos Aires, 7. červenec 1901;
- Germania - Milán, 11. březen 1902 (světová premiéra);
- Don Giovanni - Londýn, 19. červenec 1902;
- Adriana Lecouvreur - Milán, 6. listopad 1902 (světová premiéra);
- Lucrezia Borgia - Lisabon, 10. březen 1903;
- Les Huguenots - New York, 3. únor 1905;
- Martha - New York, 9. únor 1906;
- Carmen - San Francisco, 17. březen 1906
- Madam Butterfly - Londýn, 26. květen 1906;
- L'Africaine - New York, 11. leden 1907;
- Andrea Chénier - Londýn, 20. červenec 1907;
- Trubadúr - New York, 26. únor 1908;
- Armide - New York, 14. listopad 1910;
- Dívka ze zlatého Západu - New York, 10. prosinec 1910 (světová premiéra, spolu s Emou Destinnovou);
- Julien - New York, 26. prosinec 1914;
- Samson et Dalila - New York, 24. prosinec 1916;
- Lodoletta - Buenos Aires, 29. červenec 1917;
- Le prophète - New York, 7. únor 1918;
- L'amore dei tre re - New York, 14. březen 1918;
- Síla osudu - New York, 15. listopad 1918;
- La Juive - New York, 22. listopad 1919.

V době své smrti Caruso připravoval titulní roli ve Verdiho opeře Otello. Přestože nikdy nezpíval celou roli, nahrál dvě vynikající ukázky: Otellovu árii "Ora e per sempre addio," a duet s postavou Iags "Sì, pel ciel marmoreo, giuro", který nazpíval s vynikajícím barytonem Tittou Ruffem.
Carusův repertoár čítal asi 521 písní včetně tradičních italských lidovek a populárních písní té doby. Nejčastěji kupované Carusovy písně na serveru iTunes jsou neapolská námořnická Santa Lucia a celosvětově známá rovněž neapolská píseň 'O Sole Mio.

## Ukázky
- Vysilaní “E.Caruso a Rusko” (cyklus M. Malkova "Kolekce vzacnych desek” – rusky jazyk)